# Hoofdstraat (Beetsterzwaag)
De Hoofdstraat is een winkelstraat in Beetsterzwaag, gemeente Opsterland in de Nederlandse provincie Friesland. De straat loopt vanaf de Beetsterweg en Commissieweg tot de Van Harinxmaweg, waarin hij overgaat. De straat is ongeveer 740 meter lang. Zijstraten van de Hoofdstraat zijn de It Merkelân, Fundatielaan, Skoalleane, Vlaslaan, Klaversreed, Kuiperslaan, Ruiterpad, Boslaan, Van Tijenslaan, Pastorielaan, Van Lyndenlaan, Jannes-steegje en de Folkertslân.
De Hoofdstraat is een lange straat die dwars door het centrum van het dorp loopt met daaraan een groot aantal monumentale panden, waaronder het Eysingahuis (rijksmonument 31827), De Zandhoeve (rijksmonument 513180), het Lycklamahuis (rijksmonument 31830) en Lyndenstein (rijksmonument 514012). In het Lycklamapark (bij nummer 80) staan enkele bijzondere bomen, waaronder een mammoetboom en een monumentale dertig meter hoge plataan uit 1838.
Op nummer 70 staat een woonhuis dat uit 1754 zou dateren en vermoedelijk het oudste huis van Beetsterzwaag is. Ook de dubbele arbeiderswoning op nummer 30 stamt mogelijk uit de achttiende eeuw.

## Fotogalerij

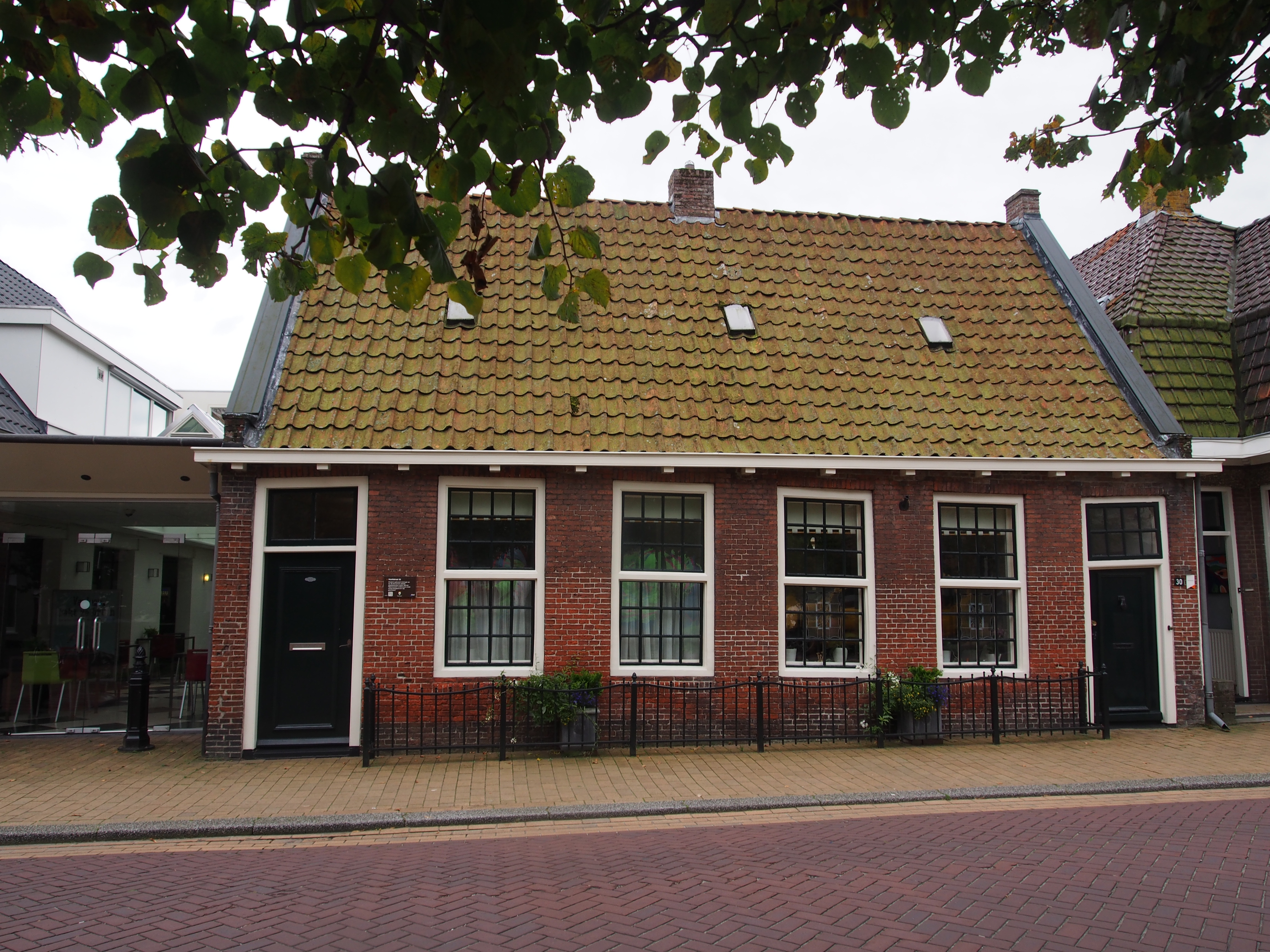
Hoofdstraat 30, dubbele arbeiderswoning
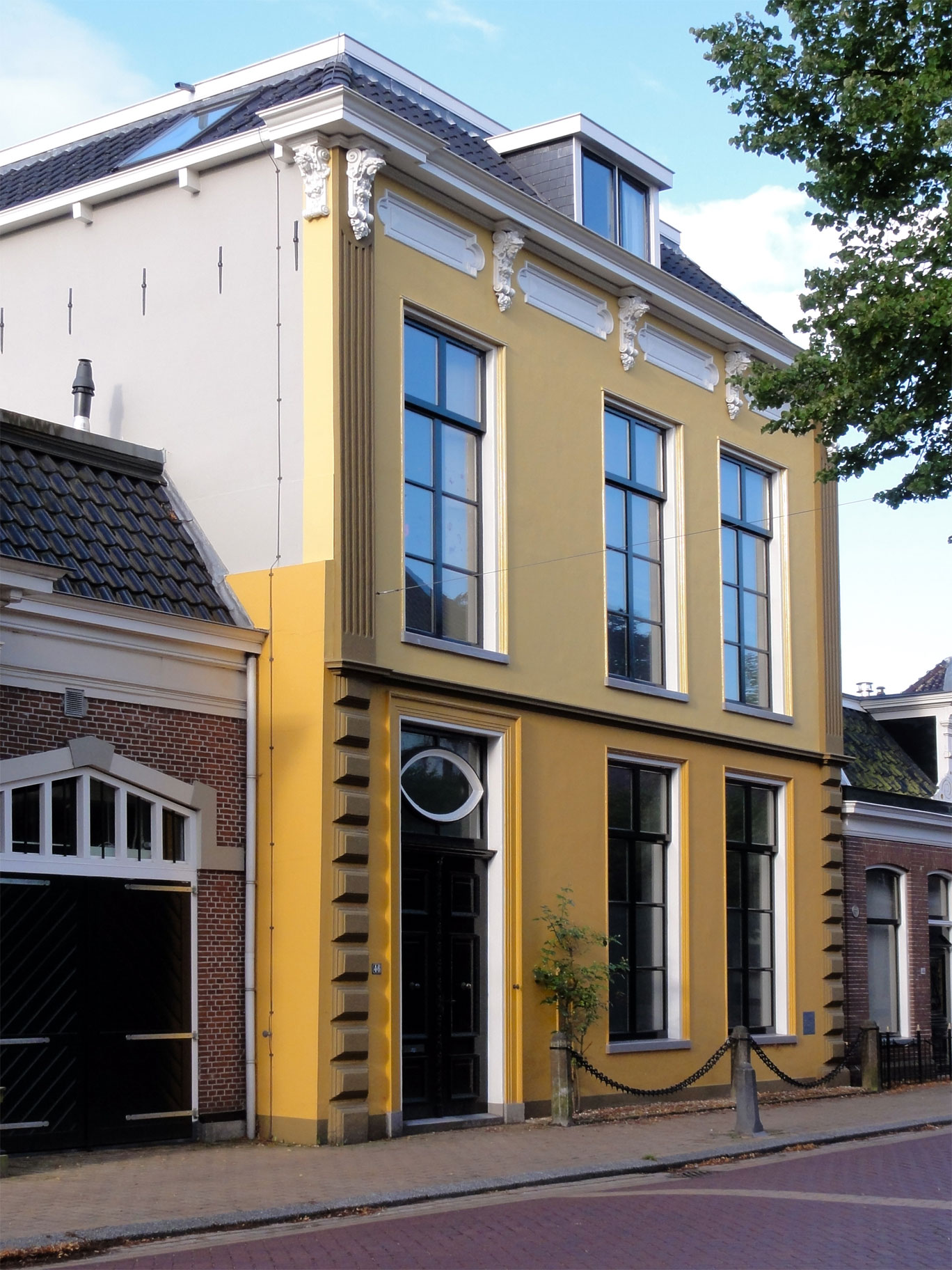
Eysingahûs aan de Hoofdstraat 46
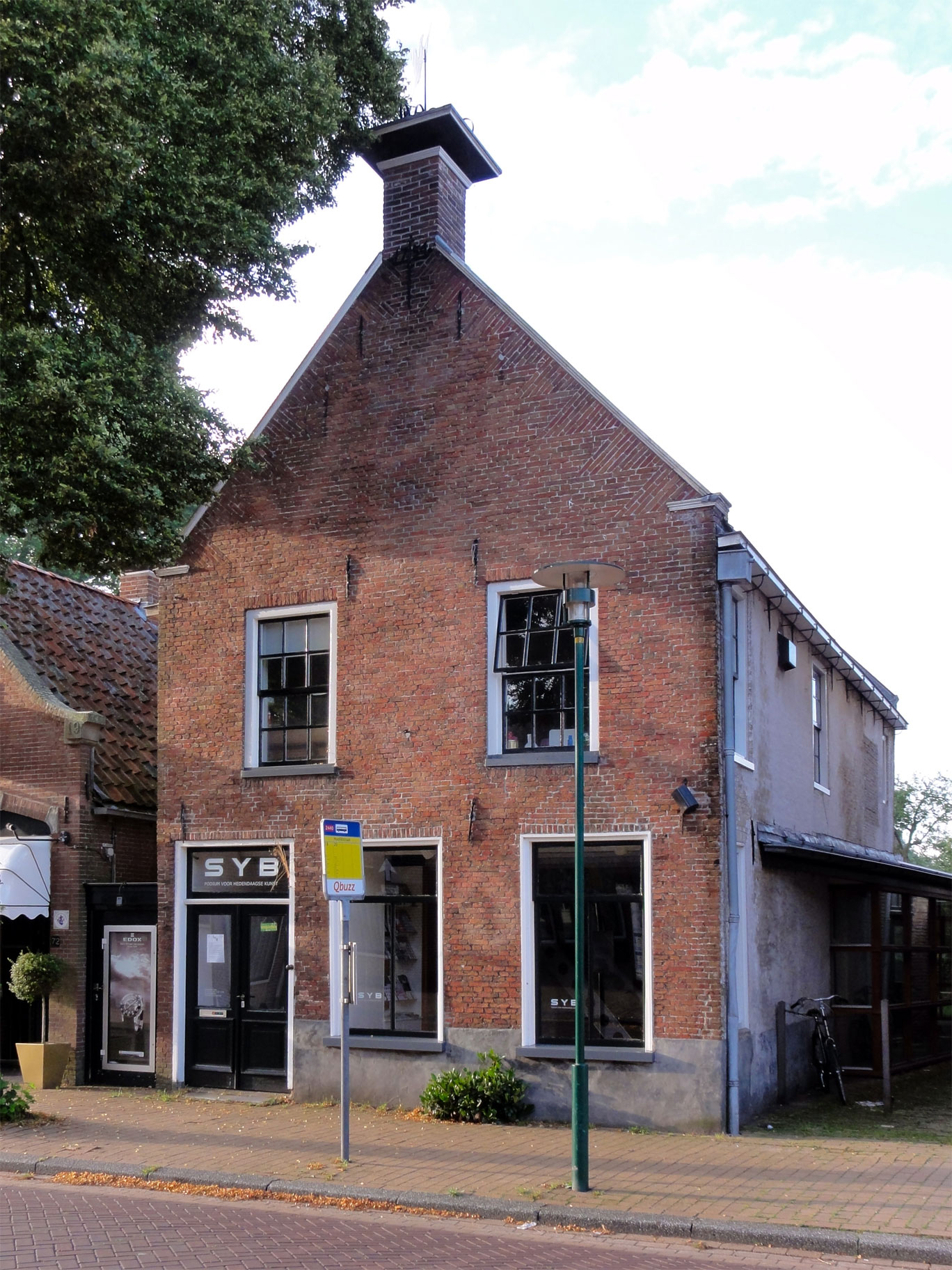
Woonhuis aan de Hoofdstraat 70
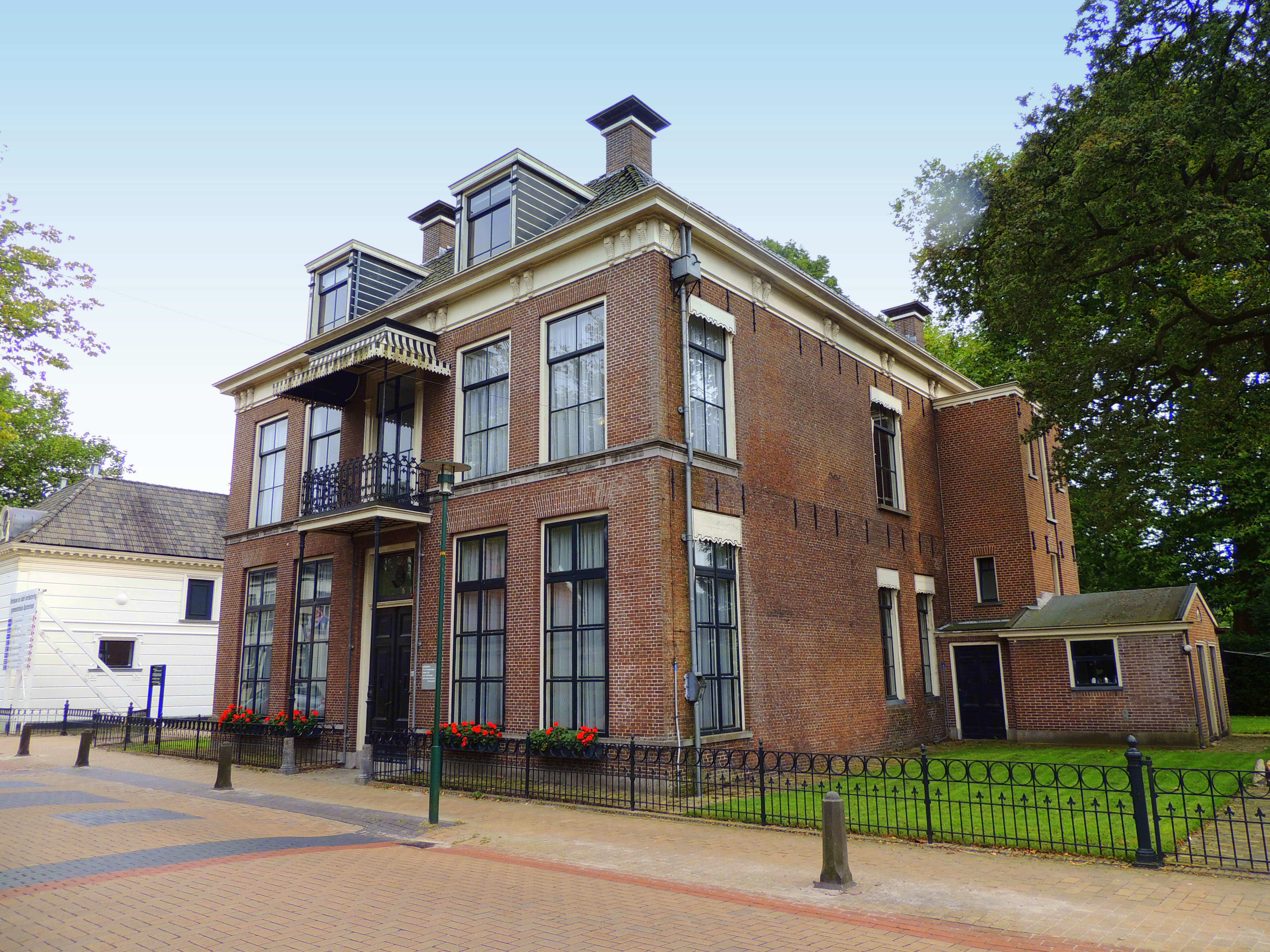
Het Lycklamahûs (1824) gemeentehuis Opsterland aan de Hoofdstraat 80